# Tom Klausler
Tom Klausler (ur. 14 lipca 1945 roku w Fort Snelling) – amerykański kierowca wyścigowy.

## Życiorys
Klausler rozpoczął karierę w międzynarodowych wyścigach samochodowych w 1973 roku od gościnnych startów w Kanadyjskiej Formule B, gdzie odniósł jedno zwycięstwo. W tym samym sezonie wygrał wyścig Grand Prix de Trois-Rivieres. W późniejszym okresie Amerykanin pojawiał się także w stawce Kanadyjskiej Formuły Atlantic, CASC Player's Challenge Series, Formuły Atlantic IMSA, Atlantic Championship, Can-Am, USAC Mini-Indy Series, Amerykańskiej Formuły Super Vee Robert Bosch/Valvoline Championship, World Championship for Drivers and Makes, CART Indy Car World Series, Indianapolis 500 oraz USAC Gold Crown Championship.
W CART Indy Car World Series Klausler wystartował w 1983 roku. Z dorobkiem ośmiu punktów został sklasyfikowany na 23 pozycji w końcowej klasyfikacji kierowców.